# K-551 Vladimir Monomaque
Pour les articles homonymes, voir Vladimir Monomaque.
Le Vladimir Monomaque (pennant number : K-551), en russe : АПЛ Владимир Мономах, est un sous-marin nucléaire lanceur d'engins de quatrième génération (projet 955A ou classe Boreï) de la Marine russe qui est devenu opérationnel en 2015. Il porte le nom de Vladimir II Monomaque (1053-1125), le grand-duc de la Rus' de Kiev.
Le projet a été développé par le bureau d'études Rubin, et le concepteur en chef était Sergueï Nikititch Kovalev. La quille a été posée le 19 mars 2006 au chantier naval Sevmash de Severodvinsk. La coque du sous-marin de classe Akula K-480 Ak Bars a été utilisée dans la construction du Vladimir Monomaque.
Le sous-marin sera armé de 16 des plus récents missiles balistiques lancés depuis des sous-marins développés en Russie, le R-30 Boulava (désignation OTAN SS-N-32). Le Vladimir Monomaque et ses navires-jumeaux remplaceront les classes Delta III et IV de la marine russe. Le sous-marin a été lancé le 30 décembre 2012 et a commencé ses essais d’amarrage en janvier 2013.
Le sous-marin a terminé ses premiers essais en mer le 8 octobre 2013 au retour de 25 jours en mer. Le 9 septembre 2014, un missile Boulava a été lancé depuis le sous-marin.
Le Vladimir Monomaque est mis en service le 19 décembre 2014. Il est arrivé à sa base navale permanente de la flotte du Pacifique le 26 septembre 2016.